# بيتر أندرسون (لاعب كرة قدم بريطاني)
بيتر أندرسون (بالإنجليزية: Peter Anderson)‏ (11 سبتمبر 1932 في المملكة المتحدة - ) هو لاعب كرة قدم بريطاني في مركز الهجوم. لعب مع نادي بليموث أرجايل ونادي توركي يونايتد وBideford A.F.C. ‏.